# Střeň (železniční zastávka)
Střeň je železniční zastávka (dříve železniční stanice) ve stejnojmenné obci v okrese Olomouc. Nachází se v nadmořské výšce 230 m a leží v km 71,319 železniční trati Česká Třebová – Přerov.

## Popis
Začátek 20. století byl ve znamení zvyšování počtů vlaků na jednokolejné olomoucko-pražské dráze. Zvýšení propustnosti po roce 1908 společnost StEG řešila budováním výhyben. Železniční výhybna ve Střeni byla pro osobní dopravu uvedena do provozu 1. listopadu 1911. V roce 1914 byla výhybna změněna na železniční stanici. V rámci výstavby třetího železničního koridoru byla změněna na neobsazenou zastávku.

## Výpravní budova
Projekt výpravní budovy byl vypracován c. k. Ředitelstvím pro tratě bývalé Společnosti státní dráhy pod vedením architekta Franze Uhla. Budova nesla prvky vilové architektury s rustikálními prvky. Nesymetricky členěná hmota, vysoké valbové střechy kryté bobrovkami, hladce omítnuté fasády, které byly zdobené vystupujícími nárožními kvádry a kamennou podezdívku. Jako dekorace byly použité dřevěné prvky, okna asymetricky prolomená v osách průčelí měla v horní třetině řady tabulek, dveřní křídla byla zdobená obdélníky a kosočtverci. V roce 1914 bylo na olomoucké straně přistavěno krátké přízemní křídlo se širokým secesně stlačeným obloukem drážních dveří. Po změně železniční stanice na zastávku byla budova výpravny adaptována na obytný dům.